# Oldřich Smysl
Oldřich Smysl (* 2. září 1977 Olomouc) je český herec.
Vystudoval anglickou sekci Gymnázia v Olomouci Hejčíně. Následně vystudoval muzikálové herectví na brněnské JAMU. V roce 2008 spolu s dalšími herci a zpěváky účinkoval v talentové soutěži X Factor, kde se prezentoval ve skupině All X. Od roku 2019 je ve stálém angažmá Městského divadla Brno.

## Role v Městském divadle Brno
- Bill Austin – Mamma Mia!
- Hrbatý – Devět křížů
- Kněz – Hamlet aneb Hádala se duše s tělem
- Strýček Fester – The Addams Family
- Otec Jan – Bílá Voda
- Černoděr a další, Duch svatý – BASTARD
- Muži v Eastwicku – Čarodějky z Eastwicku
- Strýček Fester – The Addams Family
- Jindřich Prokop, Alenin a Kšandův otec, strážník – Šakalí léta